# Helmschmied

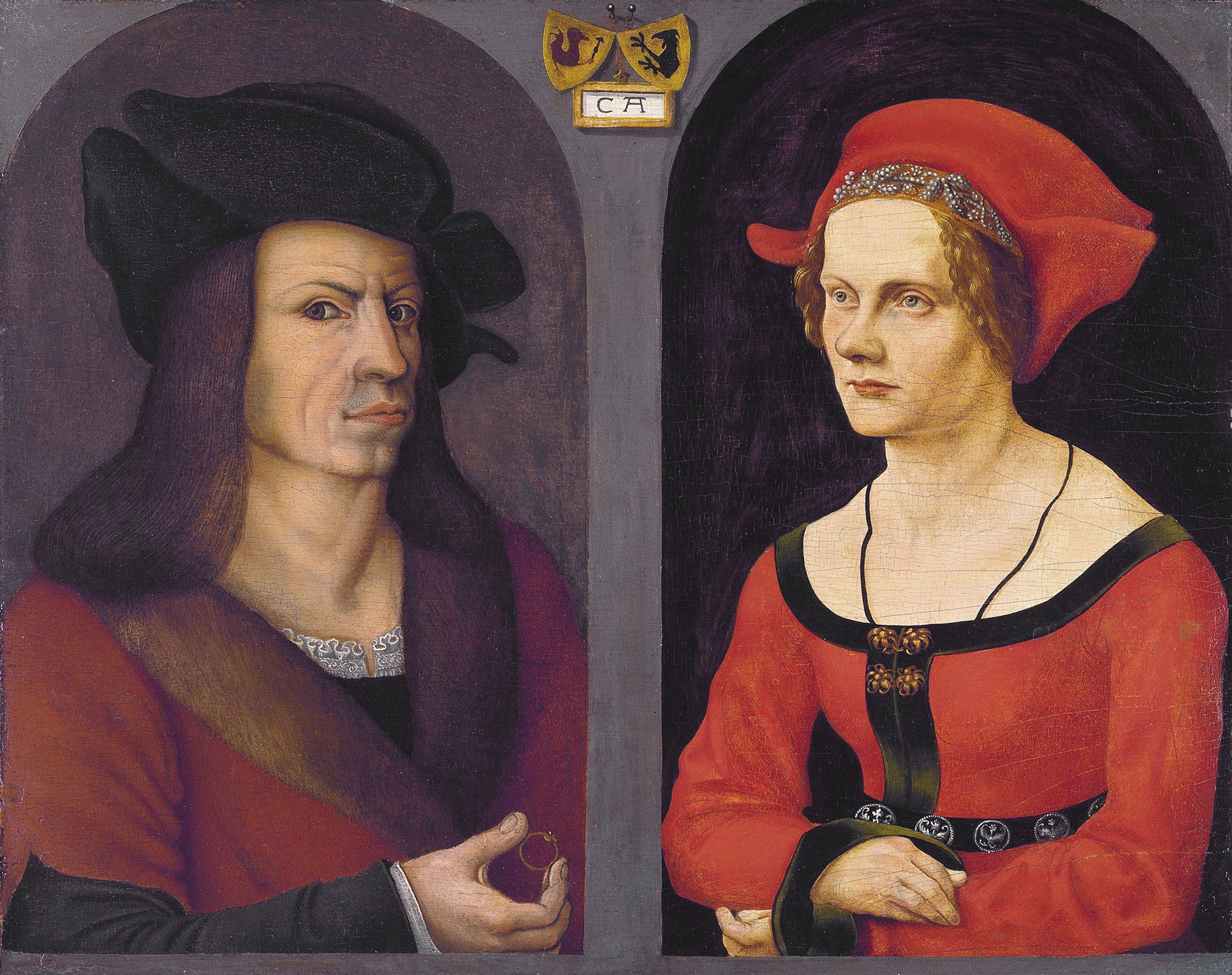
Kolman Helmschmied și Agnes Breu. Portret de nuntă de Jörg Breu cel Bătrân.

Lorenz (activ din 1467, decedat în 1515), Kolman (1471 - 1532) și Desiderius Helmschmied (1513 - 1579) de Augsburg au fost cei mai proeminenți membri ai unei familii importante de armurieri din epoca medievală târzie. Numele lor mai era grafiat și Helmschmid care înseamnă fierar de coifuri.
Familia Helmschmied a făcut armuri pentru marea nobilime din Sfântul Imperiu Roman, incluzând împăratul și arhiducii de Austria și Tirol, dar și pentru clienți bogați. Au concurat pentru faimă și patronaj nobil cu alte două familii proeminente de armurieri de la sfârșitul secolului al XV-lea precum: familia Seusenhofer din Innsbruck (Austria) și familia Misaglias din Milano.